# Shū Uchida
Shū Uchida (内田 秀 Uchida Shū?, 24 de mayo de 1996) es una seiyū, idol y cantante australiana-japonesa afiliada a Just Pro. Debutó en 2016, actuó como Warspite, un personaje de juego de Kantai Collection.

## Primeros años
Shū Uchida nació en Japón y vivió en Sídney, Nueva Gales del Sur, desde los dos hasta los 18 años. En ese momento, veía Bleach, Naruto, etc. Quedó impresionada por Romi Park, la actriz de doblaje de Tōshirō Hitsugaya, y quería ser actriz de doblaje. Inspirada por Tetsuya Kakihara, se saltó la universidad para perseguir su sueño como actriz de doblaje y regresó sola a Japón en 2014.
Como graduada de la escuela de actores de doblaje Pro-Fit, primero se afilió a LINK PLAN, una subsidiaria de Pro-Fit. El 30 de septiembre de 2020 dejó LINK PLAN con Mayu Sagara, su amiga en la misma agencia. Al día siguiente, 1 de octubre, anunció que se afiliaría a un nuevo departamento de gestión de artistas "CaliCom" de StrayCats.
Le gusta leer, cocinar, hacer dulces y coleccionar maquillaje. Ella domina el inglés y obtuvo una puntuación total de 990 en su primer intento de TOEIC. Como tiene algunos caracteres que hablan inglés americano, que es diferente a su inglés australiano nativo, estudió mucho la pronunciación del inglés.
El 1 de febrero del 2021 abrió su canal de YouTube "ShuTube". El contenido del canal es principalmente sobre la cultura de Japón y Australia.
El 1 de octubre de 2022, el período del contrato de CaliCom expiró el 30 de septiembre y luego se transfirió a Just Pro.

## Filmografía

### Anime
2017
- Alice & Zoroku: Shikishima Hatori, Cleo, TV, Niña Bruja, Oficinista

2018
- Fate/EXTRA Last Encore: Policia
- Citrus: Anunciadora de la estación
- Ramen-loving Koizumi-san: Anunciadora del Tren
- Tada Never Falls in Love: Niña, Turista, Invitada
- Last Period: Ymir
- Doraemon (TV Asahi version 2da temporada): Sagashimono Antenna, Kuro, Perro, Gato, Niña
- Chio's School Road: Marina, niña
- Crayon Shin-chan: Gato Milagro, Kurumi Kurowa, locutora, chica de secundaria A, Ju (segunda voz).
- Asobi Asobase: Fujiwara
- Rebellion Million Arthur: Clienta, niña

2019
- BanG Dream!: Novata
- A Certain Magical Index III : Pilota rusa
- Magical Girl Spec-Ops Asuka: Operadora C
- How Heavy Are the Dumbbells You Lift?: Crystal Garson, clienta de la piscina.

2020
- Toilet-Bound Hanako-kun: Cinta de audio en inglés
- Uzaki-chan Wants to Hang Out!: Estudiante A
- I'm Standing on a Million Lives: Maki, estudiante femenina
- Arad: Turnabout Wheel: Mo Shou-Hou

2021
- RE-MAIN: Anna
- PuraOre! Pride of Orange: Machiko Sugawara

2022
- Love Live! Nijigasaki High School Idol Club Temporada 2: Mia Taylor
- Shine Post: Una, Fan

2023
- Nijiyon Animation: Mia Taylor
- D4DJ All Mix: Laura Bradley
- Technoroid Overmind: Anunciadora

2024
- HIGHSPEED Étoile: Kuzuryu Akari / Prima Stella Akari
- Nintama Rantarou: Gato
- Chiikawa: Niños Grises
- Mayonaka Punch: Aya
- Puzzle & Dragons: Yellow
- The Restarted Lady is Conquering His Majesty the Dragon Emperor: Jill Servel

### Videojuegos
- Kantai Collection (2016) como Warspite
- Magia Record: Puella Magi Madoka Magica Side Story (2020) como Shizuka Tokime
- Reverse: 1999 (2023) como Sonetto